# دوبرا خراونستین
دوبرا خراونستین (هلندی: Deborah Gravenstijn؛ زادهٔ ۲۰ اوت ۱۹۷۴) جودوکار اهل هلند بود.